# Campionatul European de Atletism din 1938
A 2-a ediție a Campionatului European de Atletism s-a desfășurat la Paris și Viena. Probele masculine au fost organizate între 3 și 5 septembrie 1938 la Paris, Franța, și probele feminine s-au desfășurat între 17 și 18 septembrie 1938 la Viena, ce a aparținut Germaniei. Au participat 351 de sportivi (273 de bărbați, 78 de femei) din 23 de țări.

## Stadioane
Probele masculine au avut loc pe Stadionul Olimpic din Colombes. Acesta a fost construit în anul 1907 și a găzduit Jocurile Olimpice de vară din 1924. Probele feminine au avut loc pe Stadionul Prater din Viena, construit în 1931.

## Rezultate
RM - record mondial; RC - record al competiției; RE - record european; RN - record național; PB - cea mai bună performanță a carierei

### Masculin
| Probă sportivă       | Aur                                                                                   | Aur          | Argint                                                                                | Argint     | Bronz                                                                                            | Bronz      |
| 100 m                | Tinus Osendarp (NED)                                                                  | 10,5         | Orazio Mariani (ITA)                                                                  | 10,6       | Lennart Strandberg (SWE)                                                                         | 10,6       |
| 200 m                | Tinus Osendarp (NED)                                                                  | 21,2 RC      | Jakob Scheuring (GER)                                                                 | 21,6       | Alan Pennington (GBR)                                                                            | 21,6       |
| 400 m                | Godfrey Brown (GBR)                                                                   | 47,4 RC      | Karl Baumgarten (NED)                                                                 | 48,2       | Erich Linnhoff (GER)                                                                             | 48,8       |
| 800 m                | Rudolf Harbig (GER)                                                                   | 1:50,6 RC RN | Jacques Levèque (FRA)                                                                 | 1:51,6     | Mario Lanzi (ITA)                                                                                | 1:52,0     |
| 1500 m               | Sydney Wooderson (GBR)                                                                | 3:53,6 RC    | Joseph Mostert (BEL)                                                                  | 3:54,5     | Luigi Beccali (ITA)                                                                              | 3:55,2     |
| 5000 m               | Taisto Mäki (FIN)                                                                     | 14:26,8 RC   | Henry Jonsson (SWE)                                                                   | 14:27,4    | Kauko Pekuri (FIN)                                                                               | 14:29,2    |
| 10 000 m             | Ilmari Salminen (FIN)                                                                 | 30:52,0 RC   | Giuseppe Beviacqua (ITA)                                                              | 30:53,2 RN | Max Syring (GER)                                                                                 | 30:57,8    |
| Maraton              | Väinö Muinonen (FIN)                                                                  | 2:37:28,8 RC | Squire Yarrow (GBR)                                                                   | 2:39:03,0  | Henry Palmé (SWE)                                                                                | 2:42:13,6  |
| 110 m garduri        | Don Finlay (GBR)                                                                      | 14,3 RC RE   | Håkan Lidman (SWE)                                                                    | 14,5       | Reinden Brasser (NED)                                                                            | 14,8       |
| 400 m garduri        | Prudent Joye (FRA)                                                                    | 53,1 RC      | József Kovács (HUN)                                                                   | 53,3       | Kell Areskoug (SWE)                                                                              | 53,6       |
| 3000 m obstacole     | Lars Larsson (SWE)                                                                    | 9:16,2 RC    | Ludwig Kaindl (GER)                                                                   | 9:19,2     | Alf Lindblad (FIN)                                                                               | 9:21,4     |
| Ștafetă 4×100 m      | Germania (GER) · Manfred Kersch · Gerd Hornberger · Karl Neckermann · Jakob Scheuring | 40,9 RC      | Suedia (SWE) · Gösta Klemming · Åke Stenqvist · Lennart Lindgren · Lennart Strandberg | 41,1       | Marea Britanie (GBR) · Maurice Scarr · Godfrey Brown · Arthur Sweeney · Ernest Page              | 41,2       |
| Ștafetă 4×400 m      | Germania (GER) · Hermann Blazejezak · Manfred Bues · Erich Linnhoff · Rudolf Harbig   | 3:13,7 RC    | Marea Britanie (GBR) · Jack Barnes · Alfred Baldwin · Alan Pennington · Godfrey Brown | 3:14,9     | Suedia (SWE) · Lars Nilsson · Carl Hendrik Gustafsson · Börje Thomasson · Bertil von Wachenfeldt | 3:17,3     |
| 50 km marș           | Harold Whitlock (GBR)                                                                 | 4:41:51 RC   | Herbert Dill (GER)                                                                    | 4:43:54    | Edgar Bruun (NOR)                                                                                | 4:44:35    |
| Săritura în înălțime | Kurt Lundqvist (SWE)                                                                  | 1,97 m       | Kalevi Kotkas (FIN)                                                                   | 1,94 m     | Lauri Kalima (FIN)                                                                               | 1,94 m     |
| Săritura cu prăjina  | Karl Sutter (GER)                                                                     | 4,05 m RC    | Bo Ljungberg (SWE)                                                                    | 4,00 m     | Pierre Ramadier (FRA)                                                                            | 4,00 m RN  |
| Săritura în lungime  | Wilhelm Leichum (GER)                                                                 | 7,65 m RC    | Arturo Maffei (ITA)                                                                   | 7,61 m     | Luz Long (GER)                                                                                   | 7,56 m     |
| Triplusalt           | Onni Rajasaari (FIN)                                                                  | 15,32 m RC   | Jouko Norén (FIN)                                                                     | 14,95 m    | Karl Kotratschek (GER)                                                                           | 14,73 m    |
| Aruncarea greutății  | Aleksander Kreek (EST)                                                                | 15,83 m RC   | Gerhard Stöck (GER)                                                                   | 15,59 m    | Hans Woellke (GER)                                                                               | 15,52 m    |
| Aruncarea discului   | Willy Schröder (GER)                                                                  | 49,70 m      | Giorgio Oberweger (ITA)                                                               | 49,48 m    | Gunnar Bergh (SWE)                                                                               | 48,72 m    |
| Aruncarea suliței    | Matti Järvinen (FIN)                                                                  | 76,87 m RC   | Yrjö Nikkanen (FIN)                                                                   | 75,00 m    | József Várszegi (HUN)                                                                            | 72,78 m RN |
| Aruncarea ciocanului | Karl Hein (GER)                                                                       | 58,77 m RC   | Erwin Blask (GER)                                                                     | 57,34 m    | Oscar Malmbrant (SWE)                                                                            | 51,23 m    |
| Decatlon             | Olle Bexell (SWE)                                                                     | 6870 RC      | Witold Gerutto (POL)                                                                  | 6661       | Josef Neumann (SUI)                                                                              | 6444       |

### Feminin
| Probă sportivă       | Aur                                                                    | Aur          | Argint                                                                                              | Argint    | Bronz                                                                              | Bronz   |
| 100 m                | Stanisława Walasiewicz (POL)                                           | 11,9 RC      | Käthe Krauß (GER)                                                                                   | 12,0      | Fanny Blankers-Koen (NED)                                                          | 12,0    |
| 200 m                | Stanisława Walasiewicz (POL)                                           | 23,8 RC      | Käthe Krauß (GER)                                                                                   | 24,4 RN   | Fanny Blankers-Koen (NED)                                                          | 24,9    |
| 80 m garduri         | Claudia Testoni (ITA)                                                  | 11,6 RC      | Lisa Gelius (GER)                                                                                   | 11,7      | Catharina Ter Braake (NED)                                                         | 11,8    |
| Ștafetă 4×100 m      | Germania (GER) · Josefine Kohl · Käthe Krauß · Emmy Albus · Ida Kühnel | 46,8 RC      | Polonia (POL) · Jadwiga Gawronska · Barbara Ksiazkiewicz · Otylia Kaluzowa · Stanisława Walasiewicz | 48,2      | Italia (ITA) · Maria Alfero · Maria Apollonio · Rosetta Cattaneo · Italia Lucchini | 49,4    |
| Săritura în înălțime | Ibolya Csák (HUN)                                                      | 1,64 m RC RN | Nelly van Balen-Blanken (NED)                                                                       | 1,64 m RN | Feodora zu Solms (GER)                                                             | 1,64 m  |
| Săritura în lungime  | Irmgard Praetz (GER)                                                   | 5,88 m RC    | Stanisława Walasiewicz (POL)                                                                        | 5,81 m    | Gisela Voß (GER)                                                                   | 5,47 m  |
| Aruncarea greutății  | Hermine Schröder (GER)                                                 | 13,29 m RC   | Gisela Mauermayer (GER)                                                                             | 13,27 m   | Wanda Flakowicz (POL)                                                              | 12,55 m |
| Aruncarea discului   | Gisela Mauermayer (GER)                                                | 44,80 m RC   | Hilde Sommer (GER)                                                                                  | 40,95 m   | Paula Mollenhauer (GER)                                                            | 39,81 m |
| Aruncarea suliței    | Lisa Gelius (GER)                                                      | 45,58 m RC   | Susanne Pastoors (GER)                                                                              | 44,14 m   | Luise Krüger (GER)                                                                 | 42,49 m |

## Clasament pe medalii
| Loc   | Țară          | Aur | Argint | Bronz | Total |
| ----- | ------------- | --- | ------ | ----- | ----- |
| 1     | Germania      | 12  | 11     | 9     | 32    |
| 2     | Finlanda      | 5   | 3      | 3     | 11    |
| 3     | Regatul Unit  | 4   | 2      | 2     | 8     |
| 4     | Suedia        | 3   | 4      | 6     | 13    |
| 5     | Polonia       | 2   | 3      | 1     | 6     |
| 6     | Țările de Jos | 2   | 2      | 4     | 8     |
| 7     | Italia        | 1   | 4      | 3     | 8     |
| 8     | Franța        | 1   | 1      | 1     | 3     |
| 8     | Ungaria       | 1   | 1      | 1     | 3     |
| 10    | Estonia       | 1   | 0      | 0     | 1     |
| 11    | Belgia        | 0   | 1      | 0     | 1     |
| 12    | Elveția       | 0   | 0      | 1     | 1     |
| 12    | Norvegia      | 0   | 0      | 1     | 1     |
| Total | Total         | 32  | 32     | 32    | 96    |

## Participarea României la campionat
Doi atleți au reprezentat România.
- Vasile Firea – 50 km marș - locul 9
- Carol Eilhardt – prăjină - locul 12